# Сфирнаш
Сфирнаш (рум. Sfârnaș) — село у повіті Біхор в Румунії. Входить до складу комуни Чухой.
Село розташоване на відстані 439 км на північний захід від Бухареста, 22 км на північний схід від Ораді, 125 км на північний захід від Клуж-Напоки.

## Населення
За даними перепису населення 2002 року у селі проживала 301 особа.
Національний склад населення села:
| Національність | Кількість осіб | Відсоток |
| -------------- | -------------- | -------- |
| румуни         | 291            | 96,7%    |
| угорці         | 7              | 2,3%     |

Рідною мовою назвали:
| Мова      | Кількість осіб | Відсоток |
| --------- | -------------- | -------- |
| румунська | 294            | 97,7%    |
| угорська  | 6              | 2,0%     |